# Wojsławice (Pińczów)
Pour les articles homonymes, voir Wojsławice.
Wojsławice est une localité polonaise de la gmina de Złota, située dans le powiat de Pińczów en voïvodie de Sainte-Croix.